# 贝尔纳·斯蒂格勒
贝尔纳·斯蒂格勒（法語：Bernard Stiegler，法語發音：[bɛʁnaʁ stiɡlɛʁ]，1952年4月1日—2020年8月6日），法國哲學家，解構主義大師德希達的得意門生。早年曾因持械行劫而入狱，後來在狱中自学哲学，並得到德希達的賞識。1992年在德希達指导下于社会科学高级研究院获博士学位，其博士论文《技术与时间》亦同時出版。斯蒂格勒於2006年开始擔任蓬皮杜中心文化发展部主任，同年斯蒂格勒創立了創新和研究所（Institut de Recherche et d'Innovation）。

## 生平

### 早年
父親是電子工程師，母親是銀行職員。 斯蒂格勒長於薩塞勒。 1969年，斯蒂格勒開始在巴黎法國自由電影學院 (CLCF) 學習，試圖成為助理導演，但未完成學業。1973年，在 IRIA（現稱為 INRIA）完成了程序員分析師的實習。然而，斯蒂格勒後來仍偶爾從事不同的職業，如農業工人、服務員。 
1968年5月至1976年間，斯蒂格勒一直是法國共產黨的黨員，但由於拒絕乔治·马歇的斯大林主義，離開了法國共產黨。

### 入獄
在薩塞勒擔任維護工作2年後，因財務困難，在22歲時，斯蒂格勒與家人、第一任妻子及女兒芭芭拉，前往妻子家族的農場定居，飼養山羊。 然而，1976年遭逢大旱，迫使斯蒂格勒賣掉農場。 隨後，斯蒂格勒在圖盧茲開設小餐館，買下了一間妓女酒吧，改造成音樂酒吧，取名為“泡沫人生”（法語：L'Écume des jours）。在此，斯蒂格勒結識哲學家热拉尔·格拉内尔，成為密友。 但因為財務困難，當銀行取消了他的透支授權時，斯蒂格勒決定搶劫自己的銀行分行。1978年6月，斯蒂格勒以現行犯遭到逮捕。斯蒂格勒獲判8年徒刑，5年後獲釋。
在獄中，斯蒂格勒學習語言學和哲學。 期間，斯蒂格勒獲得德里達的賞識。

### 死亡
2020年8月6日，斯蒂格勒于埃皮讷伊勒弗勒里耶勒的住家中自杀，享年68岁。

## 著述

### 哲学与技术
根据斯蒂格勒的观点，古希腊罗马哲学通过遗忘技术问题得以构建。哲学将所谓的“技术”贬斥为单纯的“外部”（dehors），从而创造出这个“内部”（dedans）——一个自洽的知识堡垒。古希腊哲学通过与被其称为“技巧”technè（受智者学派推崇，与“知识”épistémè相对立）的事物划清界限来确立自身。这个“技术的外部”被认为对内部完整知识毫无贡献，因而仅具次要地位。哲学家固然可以使用技术（如书写），但技术不被认为参与哲学真理的构成。技术毫无原生性或本源性，它始终是派生的，因而成为本源（生命与完整知识）的前提假设。
任何关于技术的“思考”都必然超出哲学界限。对技术的“思辨性”探讨只能触及思想的边缘，威胁哲学范式。然而从首部论著《La Faute d’Épiméthée》（Galilée，1994年，即《技术与时间》第一卷）开始，斯蒂格勒通过借鉴安德烈·勒鲁瓦-古朗、吉尔伯特·西蒙东及贝尔纳·吉尔的研究，同时批判海德格尔的论述，力图证明技术并非外在于人类，而是人类的构成要素，参与人的形塑过程。在他看来，从最早的石器到计算机，经由书写、印刷术等技术，所有知识与技能都和技术密不可分。"L'esprit [...] suppose toujours des techniques ou des technologies de l'esprit, des 'instruments spirituels'"。斯蒂格勒援引神话人物艾比米修斯（普罗米修斯的孪生兄弟）作为象征——这个"défaut d'origine"使得人类永远可完善，其生成与技术紧密相连。技术、人工物与艺术对人类生活不可或缺，但按照苏格拉底与柏拉图的定义，它们都是“药”（pharmaka），兼具治疗与毒性的双重属性。所有技术对象因而都是“药理学”的：既是解药也是毒药；任何技术都同时蕴含最好与最坏的可能。基于此视角，斯蒂格勒通过个人研究及其协会"Ars Industrialis"的集体工作，考察技术对社会、行为与感知的影响，指出工业化的技术应用及其对市场、消费主义、极端自由主义、工业民粹主义"和文化/ 认知资本主义的屈从，导致“精神价值贬值”（保罗·瓦莱里语），甚至引发“精神降智”。
面对这些偏差与灾难，怀着“复魅世界"的关切，斯蒂格勒通过聚焦技术（尤其是新兴信息技术）的哲学实践，试图通过占有技术来对抗其毒性，正如他在最后一场广播访谈中重申的：“il ne s'agit pas de 'rejeter les techniques, mais de les critiquer et de les transformer'”。在他看来，不关照周遭世界的思想只是空想，因此必须重新评估精神在我们技术实践、配置与运用中的角色。

### 人的问题
斯蒂格勒认为，技术应被理解为人类学的构成要素。技术原初地参与人的塑造（hominisation）。正如哲学家所写：“人是这场因本质故障引发的自主运动意外"。人类是这样一种生命体：其特质仅存在于原始的人工性附加中。其本质由人工物构成。其本性原始地具有次生性与未完成性；因此斯蒂格勒将其与艾比米修斯神话（“celui qui réfléchit après coup"）所喻示的本源缺陷相联系。如果人的本质（其目的、终结）是“artéfactuelle”，它就永远处于争论、争议、论战乃至战争中：人类只能就其特质不断争执。人类的技术性始终包含友好或敌对斗争的风险。此风险永无止境。
人类技术性（或人为性）的构成造就了其政治性：技术性既是人的本质问题（目的、终结、起源：即哲学问题），也是政治问题（comment vivre ensemble？）。

### 气候失调与崩溃风险
贝尔纳·斯蒂格勒是为数不多（与布鲁诺·拉图尔、多米尼克·布尔格并列）直面生态危机与环境与社会崩溃风险的法国哲学家。其计划中的三部曲《何谓疗愈？》（《Qu'appelle-t-on panser？》）第二卷副标题为《格蕾塔·通贝里的启示》（《"La leçon de Greta Thunberg”》），其中他认为面对气候失调，格蕾塔一代比前辈更清醒负责，必须建立代际联系与知识通道以对抗导致系统崩溃的熵增——斯蒂格勒将这种崩溃风险主要关联于极端自由主义及其对世界的剥削破坏——如同某种“休克疗法”。面对这些进行中的灾难，怀着对未来的关切，斯蒂格勒邀请我们自主思考，须知思考也是疗愈，即对社会与环境的“照护"，且不存在脱离“我们”的“我”。这种对人类关系的看法，以及根植于世界与生命的实验性思想，使他主张在政治与伦理关切下，通过合作、跨学科性与知识技能的交互（mutualisation）来作用于世界。